# Кобза
Ко́бза — український ігровий інструмент народний лютне- або грушоподібної форми струнно-щипковий інструмент з хроматизованим строєм. Розповсюджений на сході Україні. В різних дослідженнях кобзу вважають попередником сучасної бандури (часто під словами «кобза» і «бандура» розуміють той самий інструмент).
Українську кобзу не слід плутати з кобозом, або волоською кобзою, яка має іншу конструкцію та походження. Кобоз зазвичай використовують для акомпанування скрипці та флейті.
На українській кобзі акорди, на відміну від бандури, набираються не на приструнках, а на грифі — притисканням пальцями лівої руки струни до грифа, як на лютні. Гра на приструнках застосовується переважно у переграх. Вокальна партія інструментом майже не дублюється, а орнаментально розцвічується на фоні набраної на так званих бунтах тремолюючої гармонічної педалі. За кобзою закріпилася традиція виконання переважно дум пізнішого «козацького» циклу, що пов'язано з хроматизованим строєм («додавання жалощів») і порівняно широкими техніко-виконавчими можливостями інструменту.
З-поміж чотирьох версій походження кобзи-бандури (еволюційної, термінологічної, «раптової зміни» та напливової) найвірогіднішою видається перша (розвитої лютні, що «обросла приструнками»). Інші версії (О. Фамінцин, М. Лисенко та ін.) сучасна етноорганологічна думка вважає малоймовірними й застарілими.
Горнбостель-Закс номер 321.32-5:

## В історії

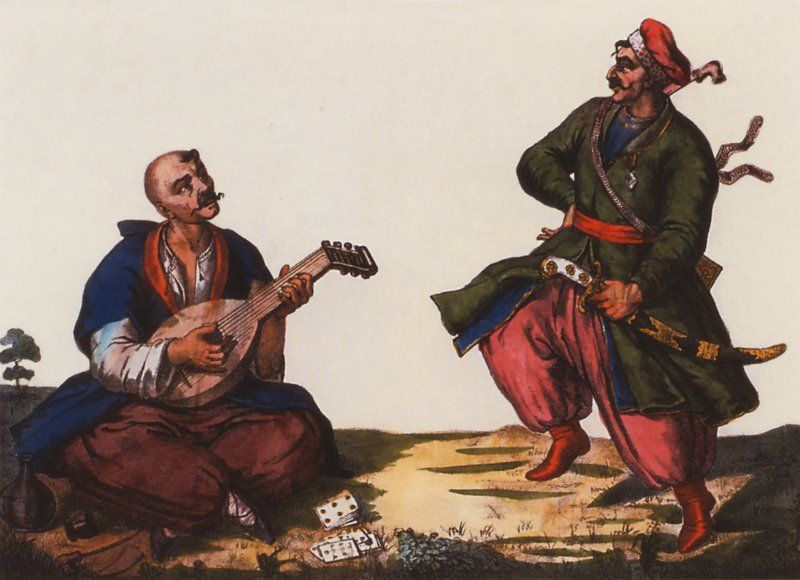
Козаки з кобзою. 18 століття.

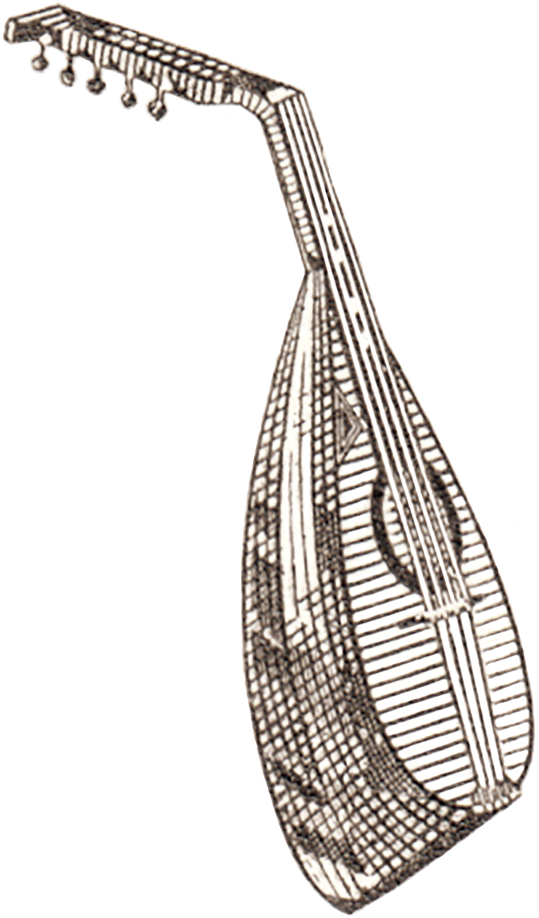
Волоська кобза, або кобоз

Вживання терміну «кобза», як народного щипкового інструменту, в Україні простежується за документами XIII століття.
Малопереконливими є іконографічні матеріали XVII–XIX ст. із чисельними зображеннями українця — козака Мамая зі струнним щипковим інструментом, що його можна прийняти за старовинну кобзу: народна картина-лубок має властивість багаторазово тиражувати один раз схоплене і сфантазоване художником без гарантії достовірності зображуваного об'єкта.
Кобза існувала в Україні ще в XV–XVI століттях, належала до типу лютневих інструментів (див. Мандора), що побутували на Заході. В літературних джерелах цей лютнеподібний інструмент звався бандурою «на латинський кшталт». Згодом лютноподібна кобза вийшла з ужитку, і на зміну їй прийшов удосконаленіший гібрид барокової лютні з кобзою, торбан, та старосвітська бандура. Органологічну відмінність цих інструментів досить важко зрозуміти.
Великого поширення кобза набула серед українського козацтва. На ній грали мандрівні кобзарі, які виконували народні пісні різних жанрів — історичні, ліричні, побутові, думи, псальми тощо.
Частіше всього на кобзі грали професійні народні музиканти які народ називав кобзарями (сліпці), яких водили з дому в дім. Кобзарі грали та співали, в місцях де збирався народ — на базарах, біля церков, а також по хатах.
Ще у XV ст. існували придворні музиканти які грали на кобзах в королівському дворі Польщі, а у XVIII–XIX ст. — в російському імператорському дворі. Найвидатніші давні придворні кобзарі — Білоградський, Нижевич, Любисток, Розум (XVIII ст), В XIX ст кобзарі існували як мандрівні музиканти на Східній Україні. Найвідоміші з них А.Шут (XIX ст), О.Вересай (XIX ст) та ін.
Одне з найдавніших свідчень про існування кобзи в Україні знаходиться у польському запису 1584 року Папроцького: «Kozacy z wielkiej radosci… spiewajac, na kobzach grajac» (Bartosz Paprocki. Herby rycerstwa polskiego. Krakow, 1584, С.107).
Щоправда, звали такого кобзаря у XVII ст. — кобезник (kobeznik — Zimorowicz. Sielanki. C. 147.). У певних колах і понині вважають, що кобза у давні часи зникла з музичного побуту України, а її назва ототожнилася з іншим музичним інструментом — бандурою. Така теза народилася в XIX–ХХ ст.

### Кобза Остапа Вересая

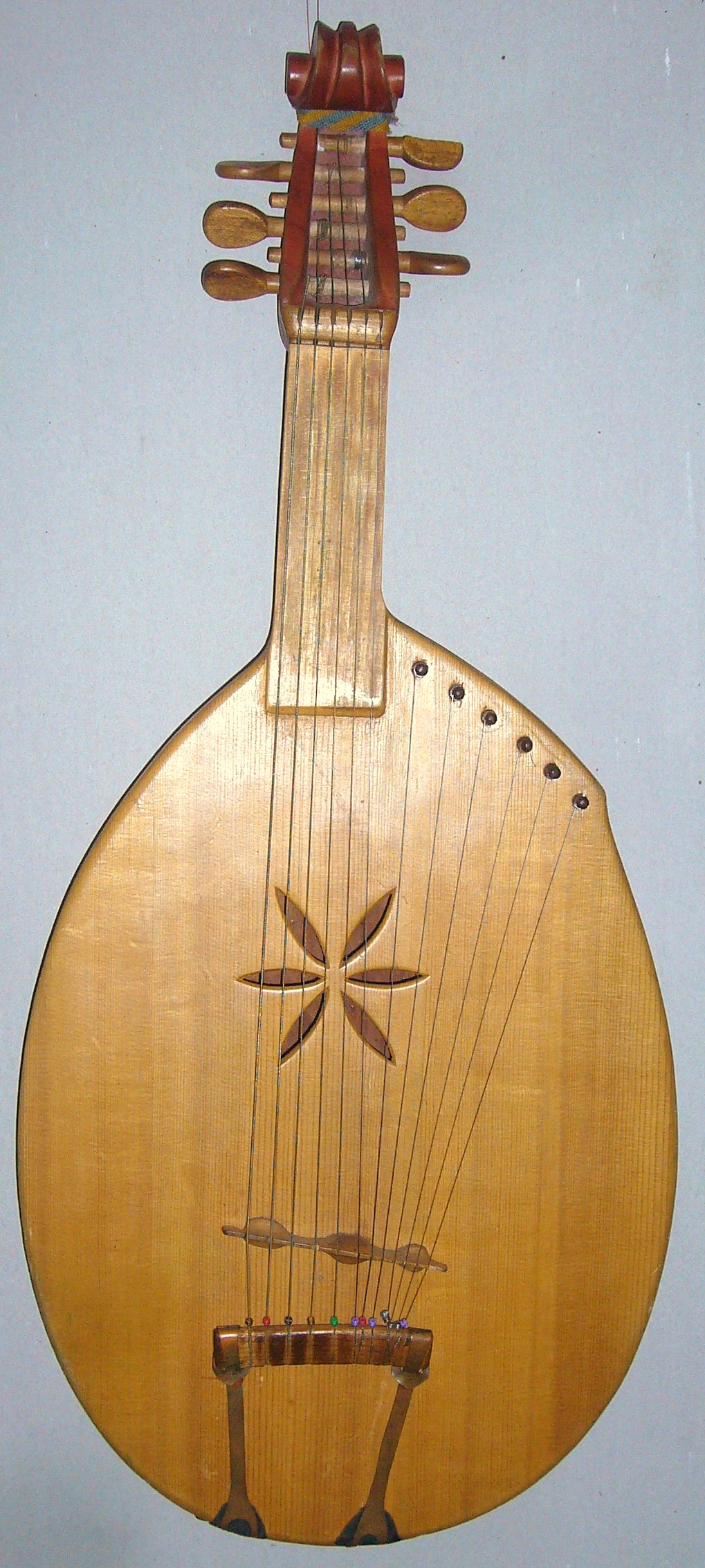
Вересаївська кобза, роботи М. Будника, 1994 р.

Незважаючи на детальний опис М. В. Лисенком у кількох розвідках бандури О. Вересая, плутанину у її класифікації викликало існування кількох коротеньких струн — «приструнків», яких за переконаннями дослідників на кобзі не повинно було б бути. А коментарі щодо способу гри «…лівою рукою граючий охоплює гриф, притискуючи великі струни… супровід мелодії відбувається головним чином на довгих струнах (на грифі), граючий у міру потреби то понижує звук, подовжує чи скорочує струни, притискаючи їх до грифа на тій чи іншій висоті. Малих струн кобзар не притискує», вважалися «рудиментами зниклої кобзи».
1978 року викладач класу гітари київської консерваторії Я. Пухальський звернув увагу на недоречність тверджень існуючих бандурних стереотипів, i визнав, що: «…шість струн (на грифі) не належать до басових струн бандури і можуть виконувати повноцінну самостійну функцію… якщо зробити виконавський аналіз можливостей гри на грифі вересаєвого інструмента та існуючих шести приструнків, то порівняння буде не на користь останніх».
Чимало для відновлення Вересаївського інструменту в Україні зробили реконструктор та майстер М. Будник та виконавець В. Кушпет —(гру та спів) які, всупереч тому, що писав М. Лисенко, висунули тезу що інструмент, на якій грав кобзар О. Вересай, саме є кобзою. Вони пропонували прейменувати цю традиційну бандуру, де основна техніка покладалася на струни, які придавлювалися до грифа, на термін «Вересаївська кобза».
Практичний аналіз усіх творів записаних М. В. Лисенком довів, що за усіма характеристиками (конструкцією, строєм та способом гри) цей музичний інструмент — зразок лютнеподібної бандури, а Остап Вересай, таки, — останній кобзар (за словами О. Русова).

### Ладкова кобза

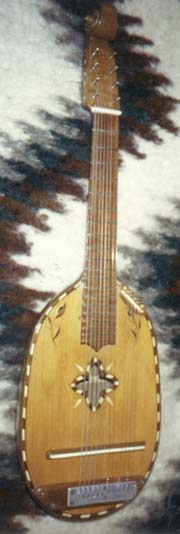
Ладкова кобза П. Конопленка-Запорожця — Канада

Перші згадки про використання ладкової кобзи в Україні відносяться до спогадів В. Ємця у 20-х роках в Чернівцях, де автор мав нагоду зустріти ансамбль кобзарів. Хоча П. Конопленко-Запорожець вказує, що свою кобзу з ладами (всього 6) він придбав у 12 років, тобто, враховуючи вік автора, у 1902 році..

#### Кобза П. Конопленка-Запорожця
Канадський виконавець на ладковій кобзі Павло Конопленко-Запорожець придбав свою ладкову кобзу в Києві в 1902 році від бандуриста Данила Богдановича Потапенка..
Стрій акомпануючої кобзи П. Конопленка-Запорожця повторював середні струни торбана. Вісім струн на грифі — B1, D2, G2, B2, D3, G3, B3, D4 — і 4 приструнків — C4, Eb4(E4), G4, C4. Конопленко-Запорожець зазначає також, що приструнки використовують «у вийняткових композиціях акомпаньяментом, а також і при закінченні твору».

#### Кобза Тараса Зінченка

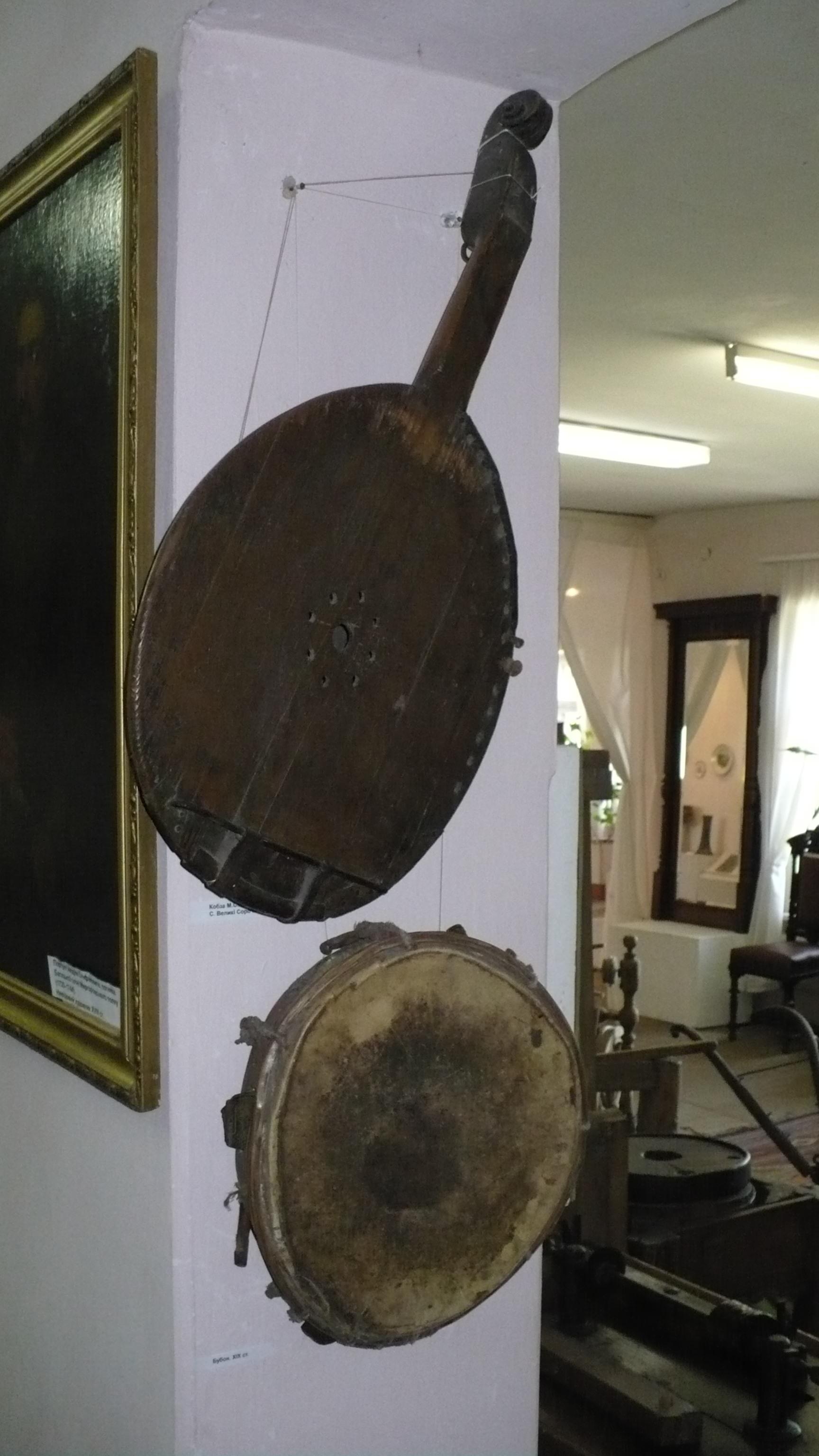
Кобза і бубон в експозиції Миргородського краєзнавчого музею

Є свідчення про акомпануючу кобзу Тараса Зінченка, що, за Хоткевичем, не мала приструнків та мала лади:171.

#### Оркестрові кобзи
Київський домровий майстер М. Лупич зробив ладкову кобзу-бас для Київської капели бандуристів в 1936 р. Аналогічні інструменти використовували в інструментальній групі Українського народного хору ім. Г. Верьовки.
У 1970-ті відбулася спроба виготовлення «нової» ладкової кобзи. В майстерні Василя Зуляка Мельнице-Подільського комбінату Борщівського району Тернопільської області виготовляли сім'ю 5 струнних ладкових кобз, та пізніше 6-струнний інструмент домброво-гітарного взірця, який було введено в оркестри українських народних інструментів.
У 70-х рр. також у Оркестрі народних інструментів України зазвучали чотириструнні ладкові домри-кобзи, квінтового строю, що звуться оркестровими. Автор цих інструментів М. Прокопенко.
Докладніше: Домра в Україні

#### Акомпануючі кобзи
На початку 70-х рр. в руках окремих бардів Радянської України, що часом називали себе кобзарями, з'явилися шести-семиструнні інструменти, з гітарним строєм, які називають акомпануючими кобзами. Одними з авторів таких семи-, восьми- та дванадцятиструнних акомпануючих кобз стали М. Прокопенко та П. Приступов. Стрій таких інструментів був «торбаново-бандурковий» — відкритий акорд соль. Цікаво, що восьмиструнну кобзу, але з приструнками, подібного «торбаново-бандуркового» строю використовував П. Конопленко-Запорожець в Канаді. Але відомі і кобзи, здебільшого шестиструнні, що строїлись як іспанська гітара. Власне, вони є «візуально-українськими» гітарами з овальним корпусом.